# Sistema de tauler d'anuncis
Un sistema de tauler d'anuncis (en anglès: Bulletin Board System o BBS) és un programa per a xarxes d'ordinadors que permet als usuaris connectar-se al sistema (a través d'una línia telefònica o d'internet) i utilitzant un programa terminal (o telnet si és a través d'internet), realitzar funcions diverses com descarregar software i dades, llegir notícies, intercanviar missatges amb altres usuaris, Gaudir de jocs en línia, llegir els butlletins, etc.
El primer BBS va ser Computerized Bulletin Board System, o CBBS, i va ser creat per Ward Christensen i Randy Suess. Es va posar en línia el 16 de febrer de 1979 a Chicago, Illinois, EUA. Les primeres BBS corrien sobre grans sistemes (normalment en universitats), equips CP/M o ordinadors domèstics com els Apple II, els TRS-80, l'Atari 800 o el Commodore 64, amb mòdems a 300 bauds, cosa que feia molt lenta la transferència (un programa de 64 KB podia tardar fins a mitja hora en ser transmès). L'aparició de mòdems a 1.200 i 2.400 baudis va augmentar la seua popularitat. Ara bé, el problema de l'emmagatzematge seguia present, perquè l'usual és que foren equips amb una disquetera de 180 KB de capacitat mitjana (només alguns privilegiats podien pagar fins a 4 unitats de floppy), la qual cosa obligava al sysop a fer canvis manuals. En aparèixer els discos durs per a ambdós sistemes, aquests foren adoptats per tots aquells que s'ho van poder permetre.